# Jan Albrecht Meklenburský
Jan Albrecht Meklenburský (Jan Albrecht Arnošt Konstantin Fridrich Jindřich; 8. prosince 1857, Schwerin – 16. února 1920, Lübstorf), člen meklenbursko-schwerinské dynastie, sloužil jako regent dvou států v Německém císařství. Nejdříve byl regentem v letech 1897 až 1901 v Meklenbursko-schwerinském velkovévodství za svého synovce Fridricha Františka IV. Meklenburského. Podruhé vládl jako regent v letech 1907 až 1913 v Brunšvickém vévodství.

## Narození a zájmy
Vévoda Jan Albrecht se narodil ve Schwerinu jako páté dítě velkovévody Bedřicha Františka II. Meklenbursko-Zvěřínského a jeho první manželky Augusty Reuss Köstritz. Vzdělával se v Drážďanech, udělal kariéru v pruské armádě a byl dobře znám svou láskou ke sportu. Také rozvíjel svůj zájem v Německé koloniální říši, spoluzaložil Všeněmecký svaz a v roce 1895 se stal presidentem Německé koloniální společnosti.

## Regentství
Po smrti svého bratra velkovévody Bedřicha Františka III. Meklenbursko-Zvěřínského 10. dubna 1897 byl Jan Albrecht jmenován regentem za svého patnáctiletého synovce, nového velkovévodu Fridricha Františka IV., poté co se jeho starší bratr Pavel Fridrich vzdal svých nároků na regentství. Jako regent vládl do plnoletosti svého synovce 9. dubna 1901, kdy se sám ujal vlády nad velkovévodstvím.
28. května 1907 byl Jan Albrecht po smrti prince Albrechta Pruského zvolen regentem Brunšvického vévodství, nabídku přijal a 5. června 1907 dorazil do Brunšviku. Důvodem regentství v Brunšvicku bylo, že v roce 1884, když zemřel vévoda Vilém Brunšvický, bylo jeho vzdálenému bratranci a dědici Ernestu Augustovi zabráněno převzít vévodství, protože se odmítl vzdát svého nároku na trůn Hannoverského království, který byl v roce 1866 anektován Pruskem.
Krátce poté, co se ujal regentství, chodil Jan Albrecht po Brunšvicku v civilu navštěvovat muzea, knihovny a další instituce ve vévodství a klást otázky lidem, aby zjistil jejich životní podmínky. Poté, co se stal příliš známým na to, aby chodil bez povšimnutí, zavedl týdenní audience, kam mohli lidé chodit a předkládat mu žádosti. Jan Albrecht také snížil výdaje královské domácnosti omezením množství služebnictva na minimum nutné pro chod domácnosti.
Jeho regentství skončilo 1. listopadu 1913, když bylo synovi Ernesta Augusta, Arnoštu Augustovi, po jeho sňatku s pruskou princeznou Viktorií Luisou, jedinou dcerou německého císaře Viléma II., dovoleno nastoupit na vévodský trůn; to pomohlo zacelit trhlinu mezi Hannoverskou a Hohenzollernskou dynastií.

## Válečná léta
Během první světové války byl Jan Albrecht s Německou koloniální společností aktivní při obraně německého koloniálního majetku před návrhy, že by měly být opuštěny. 2. září 1917 byl jmenován čestným předsedou proválečné Strany vlasti.
Vévoda Jan Albrecht zemřel 16. února 1920 na zámku Wiligrad u Lübstorfu ve věku 62 let.

## Manželství
Jan Albrecht se dvakrát oženil. Jeho první manželkou se 6. listopadu 1886 stala ve Výmaru o tři roky starší princezna Alžběta Sibyla, nejmladší dcera velkovévody Karla Alexandra Sasko-Výmarsko-Eisenašského. Podruhé se oženil rok po smrti první manželky, 15. prosince 1909 v Braunschweigu s Alžbětou ze Stolberg-Rossla, která se po jeho smrti v roce 1924 provdala za jeho nevlastního bratra Adolfa Fridricha. Obě manželství Jana Albrechta zůstala bezdětná.

## Ojimukoka
Ojimukoka, malá osada, pošta a nádraží v Namibii byla přejmenována na Johann - Albrechtshöhe a pak jednoduše na Albrechts na jeho počest.

## Vývod z předků
|                           |                                              |  |                             |                                             |  |  |  |  |  |  |  | Fridrich František I. Meklenbursko-Zvěřínský |
|                           |                                              |  |                             |                                             |  |  |  |  |  |  |  |                                              |
|                           | Fridrich Ludvík Meklenbursko-Zvěřínský       |  |                             |                                             |  |  |  |  |  |  |  |                                              |
|                           |                                              |  |                             |                                             |  |  |  |  |  |  |  |                                              |
|                           |                                              |  |                             | Luisa Sasko-Gothajsko-Altenburská           |  |  |  |  |  |  |  |                                              |
|                           |                                              |  |                             |                                             |  |  |  |  |  |  |  |                                              |
|                           | Pavel Fridrich Meklenbursko-Zvěřínský        |  |                             |                                             |  |  |  |  |  |  |  |                                              |
|                           |                                              |  |                             |                                             |  |  |  |  |  |  |  |                                              |
|                           |                                              |  |                             | Pavel I. Ruský                              |  |  |  |  |  |  |  |                                              |
|                           |                                              |  |                             |                                             |  |  |  |  |  |  |  |                                              |
|                           | Jelena Pavlovna Ruská                        |  |                             |                                             |  |  |  |  |  |  |  |                                              |
|                           |                                              |  |                             |                                             |  |  |  |  |  |  |  |                                              |
|                           |                                              |  |                             | Žofie Dorota Württemberská                  |  |  |  |  |  |  |  |                                              |
|                           |                                              |  |                             |                                             |  |  |  |  |  |  |  |                                              |
|                           | Bedřich František II. Meklenbursko-Zvěřínský |  |                             |                                             |  |  |  |  |  |  |  |                                              |
|                           |                                              |  |                             |                                             |  |  |  |  |  |  |  |                                              |
|                           |                                              |  |                             | Fridrich Vilém II.                          |  |  |  |  |  |  |  |                                              |
|                           |                                              |  |                             |                                             |  |  |  |  |  |  |  |                                              |
|                           | Fridrich Vilém III.                          |  |                             |                                             |  |  |  |  |  |  |  |                                              |
|                           |                                              |  |                             |                                             |  |  |  |  |  |  |  |                                              |
|                           |                                              |  |                             | Frederika Luisa Hesensko-Darmstadtská       |  |  |  |  |  |  |  |                                              |
|                           |                                              |  |                             |                                             |  |  |  |  |  |  |  |                                              |
|                           | Alexandra Pruská                             |  |                             |                                             |  |  |  |  |  |  |  |                                              |
|                           |                                              |  |                             |                                             |  |  |  |  |  |  |  |                                              |
|                           |                                              |  |                             | Karel II. Meklenbursko-Střelický            |  |  |  |  |  |  |  |                                              |
|                           |                                              |  |                             |                                             |  |  |  |  |  |  |  |                                              |
|                           | Luisa Meklenbursko-Střelická                 |  |                             |                                             |  |  |  |  |  |  |  |                                              |
|                           |                                              |  |                             |                                             |  |  |  |  |  |  |  |                                              |
|                           |                                              |  |                             | Frederika Hesensko-Darmstadtská             |  |  |  |  |  |  |  |                                              |
|                           |                                              |  |                             |                                             |  |  |  |  |  |  |  |                                              |
| Jan Albrecht Meklenburský |                                              |  |                             |                                             |  |  |  |  |  |  |  |                                              |
|                           |                                              |  |                             |                                             |  |  |  |  |  |  |  |                                              |
|                           |                                              |  | Jindřich IX. Reuss-Köstritz |                                             |  |  |  |  |  |  |  |                                              |
|                           |                                              |  |                             |                                             |  |  |  |  |  |  |  |                                              |
|                           | Jindřich XLIV. Reuss-Köstritz                |  |                             |                                             |  |  |  |  |  |  |  |                                              |
|                           |                                              |  |                             |                                             |  |  |  |  |  |  |  |                                              |
|                           |                                              |  |                             | Amálie von Wartensleben und Flodroff        |  |  |  |  |  |  |  |                                              |
|                           |                                              |  |                             |                                             |  |  |  |  |  |  |  |                                              |
|                           | Jindřich LXIII. Reuss-Köstritz               |  |                             |                                             |  |  |  |  |  |  |  |                                              |
|                           |                                              |  |                             |                                             |  |  |  |  |  |  |  |                                              |
|                           |                                              |  |                             | Friedrich Christian von Geuder-Rabensteiner |  |  |  |  |  |  |  |                                              |
|                           |                                              |  |                             |                                             |  |  |  |  |  |  |  |                                              |
|                           | Vilemína z Geuder-Rabensteineru              |  |                             |                                             |  |  |  |  |  |  |  |                                              |
|                           |                                              |  |                             |                                             |  |  |  |  |  |  |  |                                              |
|                           |                                              |  |                             | Johanna von Bredow                          |  |  |  |  |  |  |  |                                              |
|                           |                                              |  |                             |                                             |  |  |  |  |  |  |  |                                              |
|                           | Augusta Reuss Köstritz                       |  |                             |                                             |  |  |  |  |  |  |  |                                              |
|                           |                                              |  |                             |                                             |  |  |  |  |  |  |  |                                              |
|                           |                                              |  |                             | Kristián Fridrich ze Stolberg-Wernigerode   |  |  |  |  |  |  |  |                                              |
|                           |                                              |  |                             |                                             |  |  |  |  |  |  |  |                                              |
|                           | Jindřich ze Stolberg-Wernigerode             |  |                             |                                             |  |  |  |  |  |  |  |                                              |
|                           |                                              |  |                             |                                             |  |  |  |  |  |  |  |                                              |
|                           |                                              |  |                             | Augusta Eleonora ze Stolberg-Stolberg       |  |  |  |  |  |  |  |                                              |
|                           |                                              |  |                             |                                             |  |  |  |  |  |  |  |                                              |
|                           | Eleonora ze Stolberg-Wernigerode             |  |                             |                                             |  |  |  |  |  |  |  |                                              |
|                           |                                              |  |                             |                                             |  |  |  |  |  |  |  |                                              |
|                           |                                              |  |                             | Ota Karel Fridrich ze Schonburg-Waldenburgu |  |  |  |  |  |  |  |                                              |
|                           |                                              |  |                             |                                             |  |  |  |  |  |  |  |                                              |
|                           | Jenny ze Schonburg-Waldenburgu               |  |                             |                                             |  |  |  |  |  |  |  |                                              |
|                           |                                              |  |                             |                                             |  |  |  |  |  |  |  |                                              |
|                           |                                              |  |                             | Henrietta Eleonora Alžběta z Reuss-Köstritz |  |  |  |  |  |  |  |                                              |
|                           |                                              |  |                             |                                             |  |  |  |  |  |  |  |                                              |